# Noctua (bedrijf)
Noctua is een Oostenrijkse fabrikant van computerhardware. Het bedrijf werd opgericht in 2005 en is een joint venture tussen het Oostenrijkse bedrijf Rascom Computerdistribution GmbH en de Taiwanese koelspecialist Kolink International Corporation. Vaak zijn de producten van Noctua voorzien van een herkenbare beige-bruine kleur.
Enkele producten die het bedrijf fabriceert zijn met name processorkoelers en computerventilatoren, maar ook koelpasta en industriële pc's.
De naam "Noctua" verwijst naar de wetenschappelijke naam van de steenuil, Athene noctua (vandaar de uil in het logo van het bedrijf), wat in de Griekse mythologie staat voor intelligentie en wijsheid.